# The Beyoncé Experience
A The Beyoncé Experience Beyoncé Knowles második turnéja, mellyel az énekesnő B'Day című albumát népszerűsítette.

## A show

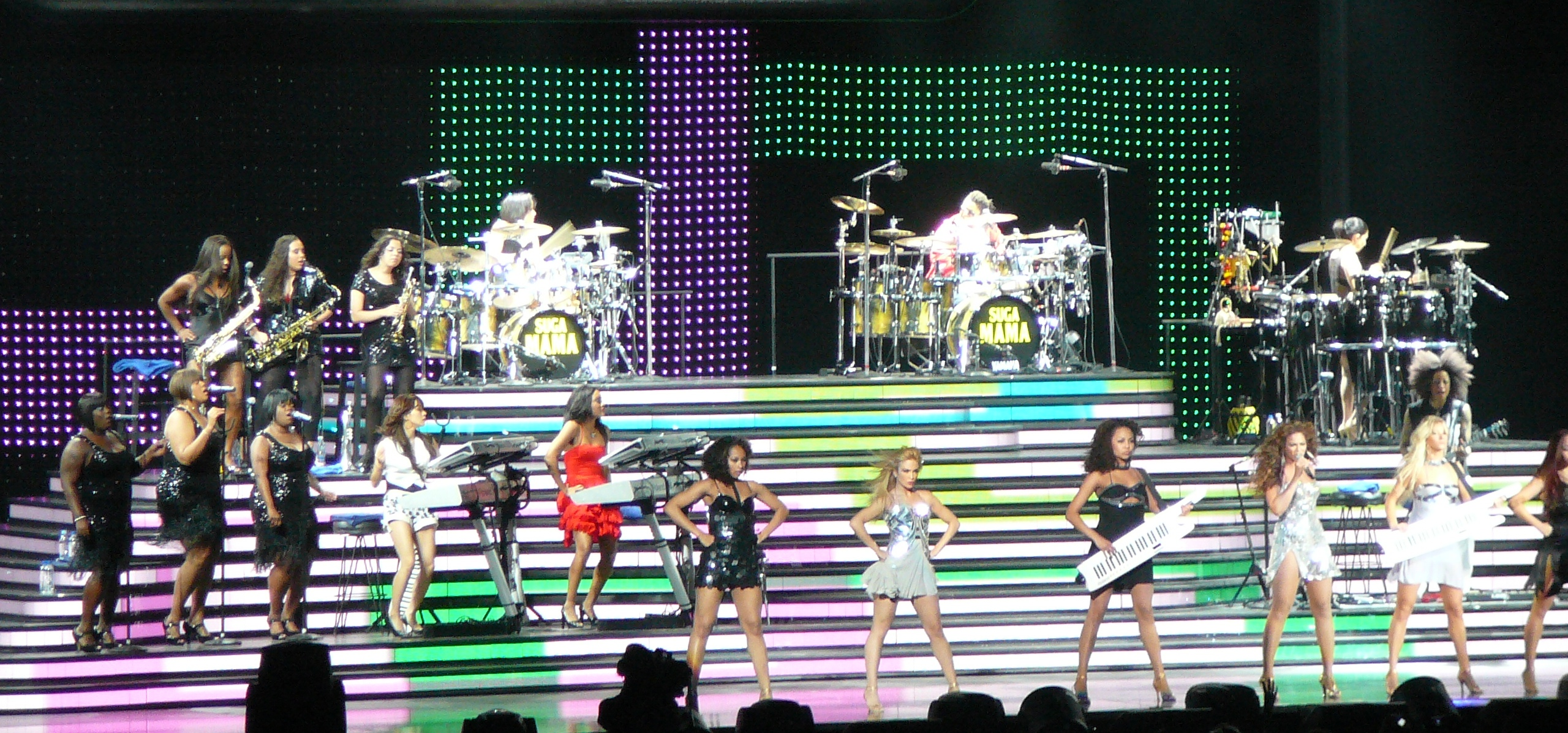
Knowles és a "Green Light" - Svédországban

A koncert előkészületei és a próbák 2007 márciusában kezdődtek. A dalok Knowles két albumáról a Dangerously in Love-ról és a B'Day-ről kerültek fel a listára. A színpadi és látványterveket Beyoncé Knowles, Kim Burse és Frank Gatson Jr. alakította ki. Jovon Pavielle és Danielle Polanco készítette a koreográfiát. A koncerteken Tina Knowles volt felelős a kosztümökért, a ruhatár House of Deréon, Giorgio Armani, Versace, Elie Saab és Herve Leger ruhákat tartalmazott. A turnét Alan Floyd menedzselte.
Az első koncert 2007. április 10-én a japán Tokyo Dome-ban volt. A turné második részében Knowles Ausztráliába látogatott, közvetlenül az európai állomások előtt. A manchesteri koncerten lépett fel a legtöbb ember előtt: több mint 20,000 ember láthatta élőben.
Észak-Amerikában július 6-án kezdte körútját a New Orleans-i Louisiana Superdome-ban, az Essence Music Festival keretén belül. Az utolsó koncertre december 31-én a las vegasi Mandalay Bay Events-ben került sor.
Elmaradt azonban a Kuala Lumpur-i koncert; nem tartották megfelelőnek Knowles öltözködési módját, ezt a showt végül Jakartán tartották meg. Az október 24-ére tervezett isztambuli koncert terrorveszély miatt szintén elmaradt.
2007. szeptember 2-án felvételre került a show; DVD-ként The Beyoncé Experience Live! címmel jelent meg. Ez alkalomból különleges vendégei voltak a koncertnek: Jay-Z az "Upgrade U"-t adta elő közösen az énekesnővel, majd az este során a Destiny’s Child tagjai csatlakoztak Beyoncéhoz a színpadon. Kelly Rowland-el és Michelle Williams-el együtt a "Survivor"-t adták elő.

## Előzenekarok
- Chris Brown (Ausztrália)
- Lemar (Európa)
- Katy Shotter (Nagy-Britannia és Észak-Amerika)
- Robin Thicke  (Észak-Amerika)
- Sean Kingston  (Észak-Amerika)
- Pekaso (Fülöp-szigetek)

## Dallista
1. "Crazy n Love" (részletek a "Crazy"-ből)
2. "Freakum Dress"
3. "Green Light" 
  - Jazz Throwdown (zenei közjáték)
4. "Baby Boy" (reggae egyveleg tartalmaz)
5. "Work It Out"
6. "Naughty Girl"
7. "Me Myself & I"
8. "Dangerously in Love"
9. Destiny’s Child egyveleg
  1. "Independent Women Part 1"
  2. "Bootylicious"
  3. "No, No, No"
  4. "Bug A Boo" (H-Town Screwed Down Mix) 
  5. "Say My Name"
  6. "Jumpin' Jumpin'"
  7. "'03 Bonnie & Clyde (Beyoncé Prince Mix-e)
  8. "Survivor"
10. "Speechless"
11. "Suga Mama"
12. "Upgrade U"
13. "Ring The Alarm"
14. "Check on It"
15. "Irreplaceable"
16. "Dreamgirls egyveleg"
17. "Listen"
  - Bumble Bee (videó)
18. "Get Me Bodied"
19. "Déjà Vu"

- Queen Bee fanfár intró

1. "Crazy in Love" (részletek a "Crazy"-ből)
2. "Freakum Dress"
3. "Green Light" 
  - Jazz Throwdown (zenei közjáték)
4. "Baby Boy" (reggae egyveleg tartalmaz)

- Queen Bee fanfár intró

1. "Crazy in Love" (részletek a "Crazy"-ből)
2. "Freakum Dress"
3. "Green Light"
  - Band Jam (zenei közjáték)
4. "Baby Boy" (részletek a "Murder She Wrote"-ból)
5. "Beautiful Liar"
6. "Naughty Girl"
7. "Me Myself & I"
  - Bumble Bee (videó)
  - Dangerously in Love (performansz)
8. "Dangerously in Love"
9. "Flaws And All"
  - Cops and Robbers (performansz) (részletek a "Party Like a Rockstar", a "Wipe Me Down", a "A Bay Bay" és a "Throw Some D's" című dalokból)
10. "Destiny’s Child egyveleg"
  1. "Independent Women Part 1"
  2. "Bootylicious"
  3. "No, No, No"
  4. "Bug A Boo" (H-Town Screwed Down Mix) 
  5. "Bills, Bills, Bills"
  6. "Cater 2 U"
  7. "Say My Name"
  8. "Jumpin' Jumpin'"
  9. "Soldier" (részletek Soulja Boy "Crank That" című dalából)
  10. "Survivor"
11. "Speechless"
  - Cell Block Tango (performansz)
12. "Ring The Alarm"
13. "Suga Mama"
14. "Upgrade U"
15. "'03 Bonnie & Clyde" (Beyoncé Prince Mix-e)
16. "Check on It (turné verzió)
17. "Get Me Bodied" (Extended Mix)
18. "Welcome to Hollywood" (videó)
19. "Dreamgirls egyveleg
20. "Listen
21. "Irreplaceable
  - Encore/Bassist Break
22. "Déjà Vu "

- Queen Bee fanfár intró

1. "Crazy in Love" (részletek a "Crazy"-ből)
2. "Freakum Dress"
3. "Green Light"
  - Jazz Throwdown (zenei közjáték)
4. "Baby Boy" (reggae egyveleget tartalmaz)
5. "Bello Embustero"
6. "Naughty Girl"
7. "Flaws And All"
  - Dangerously in Love (performansz)
8. "Dangerously in Love"

- Cops and Robbers (performansz) (részletek a "Party Like a Rockstar", a "Wipe Me Down", a "A Bay Bay" és a "Throw Some D's" című dalokból)

1. "Destiny’s Child egyveleg"
  1. "Independent Women Part 1"
  2. "Bootylicious"
  3. "No, No, No"
  4. "Bug A Boo" (H-Town Screwed Down Mix) 
  5. "Bills, Bills, Bills"
  6. "Cater 2 U"
  7. "Say My Name"
  8. "Jumpin' Jumpin'"
  9. "Soldier" (részletek Soulja Boy "Crank That" című dalából)
  10. "Survivor"
2. "Speechless"
3. "Me Myself & I"
  - Cell Block Tango (performansz)
4. "Ring The Alarm"
5. "Suga Mama"
6. "Upgrade U"
7. "'03 Bonnie & Clyde" (Beyoncé Prince Mix-e)
  - Band Jam (zenei közjáték)
8. "Check on It
9. "Welcome to Hollywood" (videó)
10. "Dreamgirls egyveleg
11. "Oye
12. "Irreemplazable
  - Encore/Bassist Break
  - Bumble Bee (videó)
13. "Get Me Bodied" (Extended Mix)
14. "à Vu "

## Turné állomások
| Dátum                | Város              | Ország                    | Helyszín                         |
| -------------------- | ------------------ | ------------------------- | -------------------------------- |
| Ázsia                |                    |                           |                                  |
| 2007. április 10.    | Tokió              | Japán                     | Tokyo Dome                       |
| 2007. április 11.    | Oszaka             | Japán                     | Osaka-jo Hall                    |
| 2007. április 12.    | Oszaka             | Japán                     | Osaka-jo Hall                    |
| 2007. április 14.    | Nagoja             | Japán                     | Aichi Prefectural Gymnasium      |
| Ausztrália           |                    |                           |                                  |
| 2007. április 21.    | Sydney             | Ausztrália                | Acer Arena                       |
| 2007. április 22.    | Brisbane           | Ausztrália                | Brisbane Entertainment Centre    |
| 2007. április 24.    | Adelaide           | Ausztrália                | Adelaide Entertainment Centre    |
| 2007. április 25.    | Melbourne          | Ausztrália                | Rod Laver Arena                  |
| 2007. április 26.    | Sydney             | Ausztrália                | Sydney Entertainment Centre      |
| Európa               |                    |                           |                                  |
| 2007. április 30.    | Frankfurt am Main  | Németország               | Festhalle                        |
| 2007. május 1.       | Stuttgart          | Németország               | Hanns-Martin-Schleyer-Halle      |
| 2007. május 3.       | Stockholm          | Svédország                | Stockholm Globe Arena            |
| 2007. május 4.       | Hamar              | Norvégia                  | Vikingskipet Olympic Arena       |
| 2007. május 5.       | Aalborg            | Dánia                     | Gigantium                        |
| 2007. május 7.       | München            | Németország               | Olympiahalle                     |
| 2007. május 8.       | Bécs               | Ausztria                  | Wiener Stadthalle                |
| 2007. május 9.       | Zürich             | Svájc                     | Hallenstadion                    |
| 2007. május 10.      | Milánó             | Olaszország               | Fila Forum                       |
| 2007. május 12.      | Halle (Vesztfália) | Németország               | Gerry Weber Stadion              |
| 2007. május 13.      | Berlin             | Németország               | Max-Schmeling-Halle              |
| 2007. május 14.      | Hamburg            | Németország               | Color Line Arena                 |
| 2007. május 16.      | Párizs             | Franciaország             | Palais Omnisports de Paris-Bercy |
| 2007. május 17.      | Oberhausen         | Németország               | König Pilsener Arena             |
| 2007. május 18.      | Rotterdam          | Hollandia                 | The Ahoy                         |
| 2007. május 19.      | Antwerpen          | Belgium                   | Sportpaleis                      |
| 2007. május 24.      | Lisszabon          | Portugália                | Pavilhão Atlântico               |
| 2007. május 26.      | Madrid             | Spanyolország             | Palacio de Deportes              |
| 2007. május 27.      | Barcelona          | Spanyolország             | Palau Sant Jordi                 |
| 2007. május 29.      | Marseille          | Franciaország             | Le Dôme de Marseille             |
| 2007. május 30.      | Lyon               | Franciaország             | Halle Tony Garnier               |
| 2007. június 1.      | Birmingham         | Anglia                    | National Exhibition Centre       |
| 2007. június 2.      | London             | Anglia                    | Wembley Arena                    |
| 2007. június 3.      | London             | Anglia                    | Wembley Arena                    |
| 2007. június 5.      | Cardiff            | Wales                     | Cardiff International Arena      |
| 2007. június 6.      | Nottingham         | Anglia                    | Trent FM Arena Nottingham        |
| 2007. június 7.      | Manchester         | Anglia                    | Manchester Evening News Arena    |
| 2007. június 9.      | Dublin             | Írország                  | The Point                        |
| 2007. június 10.     | Dublin             | Írország                  | The Point                        |
| Észak-Amerika        |                    |                           |                                  |
| 2007. július 6.      | New Orleans        | Amerikai Egyesült Államok | Louisiana Superdome              |
| 2007. július 7.      | Memphis            | Amerikai Egyesült Államok | FedExForum                       |
| 2007. július 8.      | St. Louis          | Amerikai Egyesült Államok | Scottrade Center                 |
| 2007. július 11.     | Monterrey          | Mexikó                    | Arena Monterrey                  |
| 2007. július 13.     | Dallas             | Amerikai Egyesült Államok | American Airlines Center         |
| 2007. július 14.     | Houston            | Amerikai Egyesült Államok | Toyota Center                    |
| 2007. július 15.     | San Antonio        | Amerikai Egyesült Államok | AT&T Center                      |
| 2007. július 18.     | Nashville          | Amerikai Egyesült Államok | Sommet Center                    |
| 2007. július 19.     | Atlanta            | Amerikai Egyesült Államok | Philips Arena                    |
| 2007. július 21.     | Tampa              | Amerikai Egyesült Államok | St. Pete Times Forum             |
| 2007. július 22.     | Fort Lauderdale    | Amerikai Egyesült Államok | BankAtlantic Center              |
| 2007. július 24.     | Orlando            | Amerikai Egyesült Államok | Amway Arena                      |
| 2007. július 27.     | Hampton            | Amerikai Egyesült Államok | Hampton Coliseum                 |
| 2007. július 28.     | Raleigh            | Amerikai Egyesült Államok | RBC Center                       |
| 2007. július 29.     | Charlotte          | Amerikai Egyesült Államok | Charlotte Bobcats Arena          |
| 2007. július 31.     | Albany             | Amerikai Egyesült Államok | Times Union Center               |
| 2007. augusztus 1.   | Uncasville         | Amerikai Egyesült Államok | Mohegan Sun Arena                |
| 2007. augusztus 3.   | East Rutherford    | Amerikai Egyesült Államok | Izod Center                      |
| 2007. augusztus 4.   | New York           | Amerikai Egyesült Államok | Madison Square Garden            |
| 2007. augusztus 5.   | New York           | Amerikai Egyesült Államok | Madison Square Garden            |
| 2007. augusztus 8.   | Baltimore          | Amerikai Egyesült Államok | 1st Mariner Arena                |
| 2007. augusztus 9.   | Washington         | Amerikai Egyesült Államok | Verizon Center                   |
| 2007. augusztus 10.  | Philadelphia       | Amerikai Egyesült Államok | Wachovia Center                  |
| 2007. augusztus 11.  | Atlantic City      | Amerikai Egyesült Államok | Mark G. Etess Arena              |
| 2007. augusztus 12.  | Boston             | Amerikai Egyesült Államok | TD Banknorth Garden              |
| 2007. augusztus 14.  | Montréal           | Kanada                    | Bell Centre                      |
| 2007. augusztus 15.  | Toronto            | Kanada                    | Air Canada Centre                |
| 2007. augusztus 17.  | Detroit            | Amerikai Egyesült Államok | The Palace of Auburn Hills       |
| 2007. augusztus 18.  | Chicago            | Amerikai Egyesült Államok | United Center                    |
| 2007. augusztus 19.  | Cleveland          | Amerikai Egyesült Államok | Quicken Loans Arena              |
| 2007. augusztus 22.  | Denver             | Amerikai Egyesült Államok | Pepsi Center                     |
| 2007. augusztus 24.  | Phoenix            | Amerikai Egyesült Államok | US Airways Center                |
| 2007. augusztus 25.  | Las Vegas          | Amerikai Egyesült Államok | MGM Grand Garden Arena           |
| 2007. augusztus 26.  | San Diego          | Amerikai Egyesült Államok | Cox Arena at Aztec Bowl          |
| 2007. augusztus 28.  | Fresno             | Amerikai Egyesült Államok | Save Mart Center                 |
| 2007. augusztus 30.  | Stateline          | Amerikai Egyesült Államok | Harveys Outdoor Arena            |
| 2007. augusztus 31.  | Oakland            | Amerikai Egyesült Államok | Oracle Arena                     |
| 2007. szeptember 1.  | Anaheim            | Amerikai Egyesült Államok | Honda Center                     |
| 2007. szeptember 2.  | Los Angeles        | Amerikai Egyesült Államok | Staples Center                   |
| 2007. szeptember 7.  | Vancouver          | Kanada                    | GM Place                         |
| 2007. szeptember 8.  | Portland           | Amerikai Egyesült Államok | Rose Garden                      |
| 2007. szeptember 10. | Boise              | Amerikai Egyesült Államok | Taco Bell Arena                  |
| 2007. szeptember 11. | Spokane            | Amerikai Egyesült Államok | Spokane Veterans Memorial Arena  |
| 2007. szeptember 13. | Edmonton           | Kanada                    | Rexall Place                     |
| 2007. szeptember 14. | Saskatoon          | Kanada                    | Credit Union Centre              |
| 2007. szeptember 15. | Winnipeg           | Kanada                    | MTS Centre                       |
| Európa               |                    |                           |                                  |
| 2007. október 17.    | Moszkva            | Oroszország               | Olimpiysky                       |
| Afrika               |                    |                           |                                  |
| 2007. október 20.    | Addis Ababa        | Etiópia                   | Millennium Hall                  |
| Európa               |                    |                           |                                  |
| 2007. október 22.    | Kolozsvár          | Románia                   | Stadionul Ion Moina              |
| Ázsia                |                    |                           |                                  |
| 2007. október 27.    | Mumbai             | India                     | MMRDA Grounds                    |
| 2007. október 30.    | Bangkok            | Thaiföld                  | Impact Arena                     |
| 2007. november 1.    | Jakarta            | Indonézia                 | JITEC Arena                      |
| 2007. november 3.    | Makaó              | Makaó                     | Venetian Arena                   |
| 2007. november 5.    | Sanghaj            | Kína                      | Shanghai Indoor Stadium          |
| 2007. november 7.    | Manila             | Fülöp-szigetek            | Fort Bonifacio                   |
| 2007. november 9.    | Szöul              | Észak-Korea               | Olympic Gymnastics Arena         |
| 2007. november 10.   | Szöul              | Észak-Korea               | Olympic Gymnastics Arena         |
| 2007. november 12.   | Tajpej             | Tajvan                    | Zhongshan Soccer Stadium         |
| North America        |                    |                           |                                  |
| 2007. december 31.   | Las Vegas          | Amerikai Egyesült Államok | Mandalay Bay Events Center       |

## Felvételek
A turné koncertfilmjét 2007. szeptember 2-án rögzítették a Los Angeles-i Staples Center-ben, két nappal Beyoncé huszonhatodik születésnapja előtt. A DVD 2007. november 20-án jelent meg világszerte.
A milánói showról készült felvételek csak reklám és egyéb célból kerültek felvételre.

## Fordítás
- Ez a szócikk részben vagy egészben  a   The Beyoncé Experience című angol Wikipédia-szócikk fordításán alapul.  Az eredeti cikk szerkesztőit annak laptörténete sorolja fel. Ez a jelzés csupán a megfogalmazás eredetét és a szerzői jogokat jelzi, nem szolgál a cikkben szereplő információk forrásmegjelöléseként.